# Micragone caliginosa
Micragone caliginosa is een vlinder uit de familie nachtpauwogen (Saturniidae). De wetenschappelijke naam van deze soort is voor het eerst geldig gepubliceerd in 2010 door Darge.
De soort komt voor in tropisch Afrika.